# 美洲银鸥
美洲银鸥（学名：Larus smithsonianus）是鸥科鸥属鸟类，繁殖于北美洲北部（阿拉斯加至大西洋沿岸）；越冬于中美洲。该物种分类地位有争议，有时被视为银鸥的亚种（学名：Larus argentatus smithsonianus）。